# Décadrages
 (août 2023).
Décadrages est une revue suisse à parution semestrielle qui est fondée en 2003 par Alain Boillat, François Bovier et André Chaperon. Elle se consacre au cinéma et à l’audiovisuel en général, s’adressant autant à un public spécialiste que cinéphilique.

## Ligne éditoriale
Chaque numéro est composé d’un dossier axé sur une problématique spécifique (une notion, un film, un cinéaste, etc.), ainsi que d’une rubrique consacrée au cinéma en Suisse . Le dossier et la rubrique suisse sont constitués de contributions originales de la part des contributeurs internationaux et locaux, sollicités selon leurs compétences et intérêts. Le site internet développe des suppléments en lignes  destinés à des problématiques ou thèmes inédits et propose des prolongements à l’édition papier. Cette revue entend créer une dynamique rédactionnelle ouverte et multiple, à travers une approche pluridisciplinaire et transversale, tout en variant les registres d'écriture. Par ce biais, Décadrages consacre ses dossiers aussi bien à l'histoire du cinéma, à la culture cinéphilique, au cinéma contemporain, aux approches expérimentales, aux arts plastiques et de la scène, ainsi qu'à d'autres productions audio-visuelles.

## Les numéros
- Werner Herzog, n° 25, automne 2013.
- Le doublage, n° 23-24, printemps 2013 .
- Cinéma élargi, n° 21-22, hiver 2012.
- Peter Watkins, n° 20, printemps 2012.
- Autour d'Elephant de Gus Van Sant, n° 19, automne 2011.
- Mario Ruspoli et le cinéma direct, n° 18, printemps 2011.
- Les abîmes de l'adaptation, n° 16-17, automne 2010.
- Raoul Ruiz, n° 15, automne 2009.
- Cinéma et migration, n° 14, printemps 2009.
- Anna Sanders Films, cinéma et art contemporain, n° 13, automne 2008 .
- Fredi M. Murer, n° 12, printemps 2008.
- Terrence Malick, n° 11, automne 2007.
- La trilogie de Dieu de João César Monteiro, n° 10, printemps 2007.
- Le monde de Star Wars, n° 8-9, automne 2006.
- Stephen Dwoskin, n° 7, printemps 2006.
- Train et cinéma, n° 6, automne 2005.
- David Lynch, n° 4-5, printemps 2005.
- Hitchcock côté cour, n° 3, printemps 2004.
- Le hors-champ, n° 1-2, automne 2003.